# 納韋斯蒂河

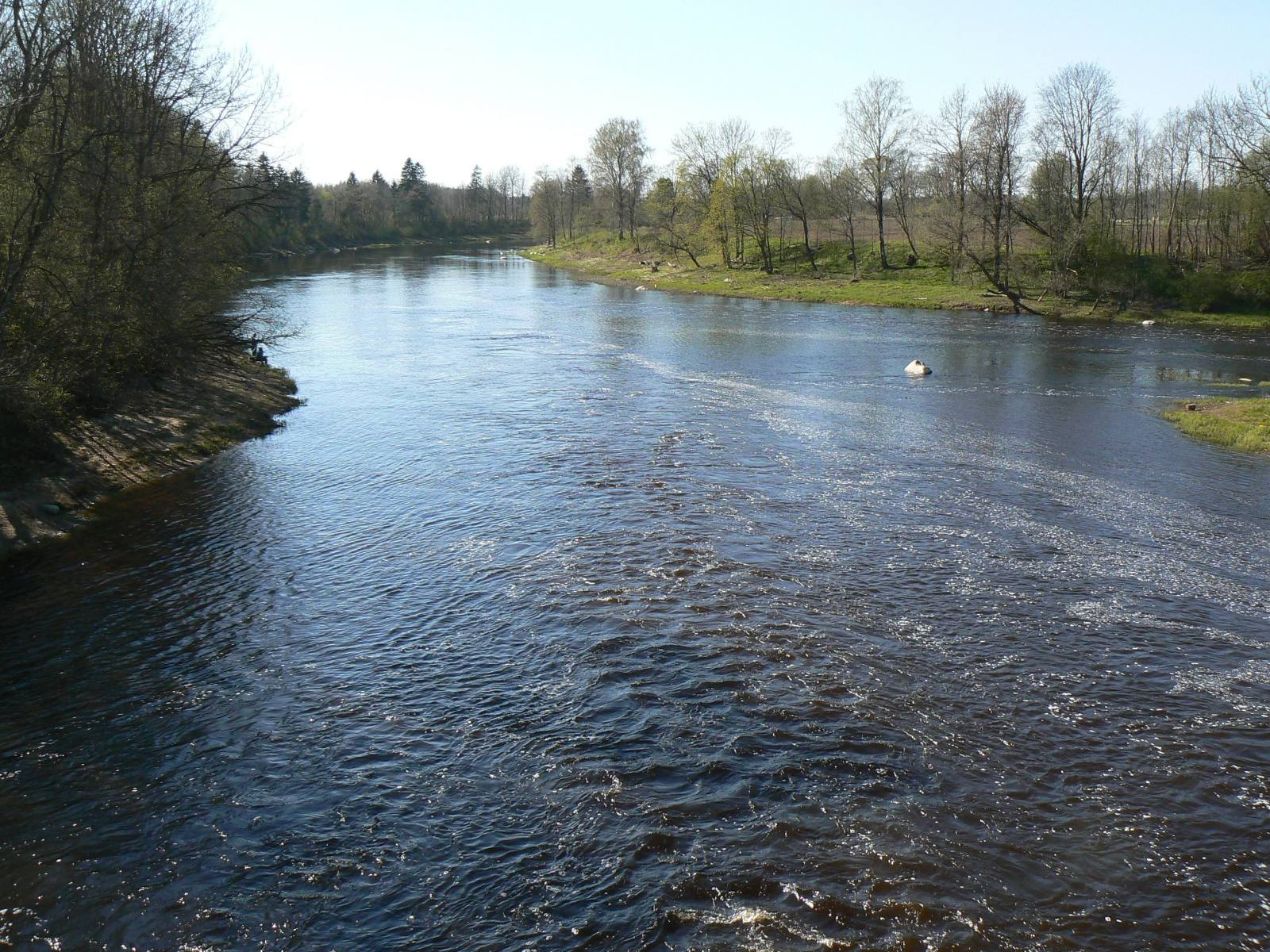
納韋斯蒂河

納韋斯蒂河是愛沙尼亞的河流，位於該國西南部，屬於派爾努河的左支流，河道全長100公里，流域面積3,000平方公里，流經耶爾瓦縣、維爾揚迪縣和派爾努縣。